# Poliénas
Poliénas é uma comuna francesa na região administrativa de Auvérnia-Ródano-Alpes, no departamento de Isère. Estende-se por uma área de 14,03 km². Em 2010 a comuna tinha 1 216 habitantes (densidade: 86,7 hab./km²).